# Morena (huyện)
Huyện Morena là một huyện thuộc bang Madhya Pradesh, Ấn Độ. Thủ phủ huyện Morena đóng ở Morena. Huyện Morena có diện tích 4991 ki lô mét vuông. Đến thời điểm năm 2001, huyện Morena có dân số 1587264 người.